# Loreto Peralta
Loreto Peralta Jacobson (Miami, 9 de junio de 2004) es una actriz mexicana. Comenzó su carrera artística a los 8 años, cuando interpretó a él personaje de Maggie en No se aceptan devoluciones.

## Biografía y carrera
Hija del mexicano Juan Carlos Peralta y de la mexicana de origen danés; Greta Jacobson, Loreto nació en Miami, EE. UU. pero fue criada en Ciudad de México. Es nieta del empresario mexicano Carlos Peralta y bisnieta del empresario Alejo Peralta. 
En 2013, debutó como actriz en la película No se aceptan devoluciones.
A principios de 2018 terminó la grabación de la película La sirenita, de Netflix, donde interpretó a Elle. Fue estrenada el 17 de agosto de 2018 en Estados Unidos. En el 2019 trabajó en La casa de las Flores
También ha trabajado para algunas producciones del director de cine Manolo Caro, como La casa de las flores y Escaleras y serpientes, de Netflix. En el 2021 trabajó en la serie Guerra de vecinos, pero no participó en la segunda temporada por estar ocupada en proyectos.
Actualmente cursa estudios en la USC School of Cinematic Arts.

## Filmografía

### Cine
| Año  | Título                     | Papel               |
| ---- | -------------------------- | ------------------- |
| 2013 | No se aceptan devoluciones | Maggie Bravo        |
| 2014 | El profeta                 | Almitra (voz)       |
| 2015 | Guardianes de Oz           | Gabby (voz)         |
| 2018 | La sirenita                | Elle                |
| 2019 | Todas las pecas del mundo  | Cristina Palazuelos |
| 2021 | Guerra de likes            | Paola               |
| 2021 | Tú eres mi problema        | Victoria            |

### Televisión
| Año       | Título                 | Papel        |
| --------- | ---------------------- | ------------ |
| 2019-2020 | La Casa de las Flores  | Rosita       |
| 2021-2022 | Guerra de vecinos      | Crista       |
| 2025      | Serpientes y escaleras | Juana Muriel |